# Ольшанка (приток Березины)
Ольшанка (бел. Альшанка), в верхнем течении также Гольшанка — река в Белоруссии, в Гродненской и Минской областях. Правый приток Березины (бассейн Немана). Длина 60 км. Среднегодовой расход воды в устье 2,3 м³/с. Средний наклон водной поверхности 1,5 м /км.
Начинается у деревни Людвиковщина на Ошмянской возвышенности в 8 км к югу от Ошмян. От истока течёт на юго-восток, в низовьях поворачивает на юг и юго-запад. Русло умеренно извилистое. Притоки — Климок и Гасток (правые). Пойма двусторонняя, наиболее развита в верховье и нижнем течении, шириной 100—200 м. Берега низкие.
Верхнее течение находится в Ошмянском районе Гродненской области, затем река течёт по Воложинскому району Минской области, перед устьем на несколько километров втекает на территорию Ивьевского района Гродненской области. В верхнем и нижнем течении преодолевает торфяные болота, где русло реки канализировано; среднее течение реки довольно плотно заселено.
Крупнейшие населённые пункты на реке — сёла Гольшаны и Вишнево; деревни Малые Войшнаришки, Драглевцы, Богданово, Десятники, Линки, Доржни.